# Grabia (gromada)
Grabia – dawna gromada, czyli najmniejsza jednostka podziału terytorialnego Polskiej Rzeczypospolitej Ludowej w latach 1954–1972.
Gromady, z gromadzkimi radami narodowymi (GRN) jako organami władzy najniższego stopnia na wsi, funkcjonowały od reformy reorganizującej administrację wiejską przeprowadzonej jesienią 1954 do momentu ich zniesienia z dniem 1 stycznia 1973, tym samym wypierając organizację gminną w latach 1954–1972.
Gromadę Grabia siedzibą GRN we Grabi utworzono – jako jedną z 8759 gromad na obszarze Polski – w powiecie łaskim w woj. łódzkim, na mocy uchwały nr 31/54 WRN w Łodzi z dnia 4 października 1954. W skład jednostki weszły obszary dotychczasowych gromad Brzeski, Grabia, Kustrzyce i Przymiłów ze zniesionej gminy Sędziejowice oraz obszar dotychczasowej gromady Rojków ze zniesionej gminy Zapolice w tymże powiecie. Dla gromady ustalono 12 członków gromadzkiej rady narodowej.
Gromadę zniesiono 31 grudnia 1959, a jej obszar włączono do gromad: Sędziejowice (wieś, parcelę i osadę młyńską Brzeski, wieś Grabia, kolonie Grabia I, II i III oraz wieś Przymiłów), Zapolice (wieś, kolonię i parcelę Rojków) i Marzenin (wieś, kolonię i osadę młyńską Kustrzyce).